# Виженська сільська рада
Ви́женська сільська́ ра́да — адміністративно-територіальна одиниця та орган місцевого самоврядування в Вижницькому районі Чернівецької області. Адміністративний центр — село Виженка.

## Загальні відомості
- Населення ради: 1 321 особа (станом на 2001 рік)

## Населені пункти
Сільській раді були підпорядковані населені пункти:
- с. Виженка

## Склад ради
Рада складалася з 16 депутатів та голови.
- Голова ради: Савчукевич Василь Петрович
- Секретар ради: Григоращук Світлана Михайлівна

### Керівний склад попередніх скликань
| Прізвище, ім'я, по батькові | Основні відомості                                                             | Дата обрання | Дата звільнення |
| --------------------------- | ----------------------------------------------------------------------------- | ------------ | --------------- |
| Головач Юрій Іванович       | Сільський голова, 1961 року народження, освіта середня загальна, безпартійний | 26.03.2006   | 31.10.2010      |
| Головач Юрій Іванович       | Сільський голова, 1961 року народження, освіта середня загальна, безпартійний | 31.10.2010   | 27.05.2012      |
| Савчукевич Василь Петрович  | Сільський голова, 1972 року народження, освіта вища, безпартійний             | 27.05.2012   |                 |

Примітка: таблиця складена за даними сайту Верховної Ради України

### Депутати
За результатами місцевих виборів 2010 року депутатами ради стали:

#### За суб'єктами висування
| Суб'єкт висування                                       | Кількість обраних депутатів | %    |
| ------------------------------------------------------- | --------------------------- | ---- |
| Самовисування                                           | 12                          | 75   |
| Політична партія Всеукраїнське об'єднання «Батьківщина» | 3                           | 18,8 |
| Українська Народна Партія                               | 1                           | 6,3  |

#### За округами
| № округу                                                | Прізвище, ім'я, по батькові    | Дата визнання обраним | Освіта             | Партійна приналежність                        | Відомості про обраного депутата                     |
| ------------------------------------------------------- | ------------------------------ | --------------------- | ------------------ | --------------------------------------------- | --------------------------------------------------- |
| Політична партія Всеукраїнське об'єднання «Батьківщина» |                                |                       |                    |                                               |                                                     |
| 2                                                       | Клим Людмила Петрівна          | 03.11.2010            | вища               | член Всеукраїнського об'єднання «Батьківщина» | Центр зайнятості, юрист-консультант                 |
| 5                                                       | Скидан Оксана Богданівна       | 03.11.2010            | вища               | член Всеукраїнського об'єднання «Батьківщина» | Виженський дошкільний навчальний заклад, вихователь |
| 11                                                      | Волянська Світлана Тарасівна   | 03.11.2010            | вища               | позапартійна                                  | Виженський дошкільний навчальний заклад, вихователь |
| Українська Народна Партія                               |                                |                       |                    |                                               |                                                     |
| 10                                                      | Федунович Тарас Олексійович    | 03.11.2010            | вища               | позапартійний                                 | Ощадбанк, керуючий                                  |
| Самовисування                                           |                                |                       |                    |                                               |                                                     |
| 1                                                       | Романюк Оксана Іванівна        | 03.11.2010            | вища               | позапартійна                                  | управління Пенсійного фонду України, спеціаліст     |
| 3                                                       | Клим Ілля Михайлович           | 03.11.2010            | середня            | позапартійний                                 | тимчасово не працює                                 |
| 4                                                       | Фірчук Наталія Миколаївна      | 03.11.2010            | вища               | позапартійна                                  | Пансіонат «Зелені пагорби», медреєстратор           |
| 6                                                       | Романюк Уляна Любомирівна      | 03.11.2010            | вища               | позапартійна                                  | Виженська загальноосвітня школа І-ІІ ст., вчитель   |
| 7                                                       | Гулей Борис Петрович           | 03.11.2010            | вища               | позапартійний                                 | Держкомзем, головний спеціаліст                     |
| 8                                                       | Романчик Віктор Миколайович    | 03.11.2010            | середня спеціальна | позапартійний                                 | тимчасово не працює                                 |
| 9                                                       | Кисельова Любов Тимофіївна     | 03.11.2010            | середня спеціальна | позапартійна                                  | тимчасово не працює                                 |
| 12                                                      | Лучик Ганна Іванівна           | 03.11.2010            | середня спеціальна | член Політичної партії «Наша Україна»         | тимчасово не працює                                 |
| 13                                                      | Григоращук Світлана Михайлівна | 03.11.2010            | середня            | позапартійна                                  | Виженська сільська рада, касир                      |
| 14                                                      | Прокопович Марія Василівна     | 03.11.2010            | середня            | позапартійна                                  | Пансіонат «Зелені пагорби»                          |
| 15                                                      | Клим Тетяна Миколаївна         | 03.11.2010            | вища               | позапартійна                                  | Виженська сільська рада, головний бухгалтер         |
| 16                                                      | Нестерюк Галина Танасіївна     | 03.11.2010            | вища               | позапартійна                                  | Виженська сільська рада, бухгалтер-касир            |

## Населення
Згідно з переписом УРСР 1989 року чисельність наявного населення сільської ради становила 1394 особи, з яких 669 чоловіків та 725 жінок.
За переписом населення України 2001 року в сільській раді мешкало 1330 осіб.

### Мова
Розподіл населення за рідною мовою за даними перепису 2001 року:
| Мова       | Відсоток |
| ---------- | -------- |
| українська | 98,71 %  |
| російська  | 0,83 %   |
| румунська  | 0,15 %   |
| білоруська | 0,08 %   |
| молдовська | 0,08 %   |